# 乌鹃
为杜鹃科乌鹃属的鸟类，俗名卷尾鹃、乌喀咕。分布于南至印度半岛、斯里兰卡、东南亚、马来群岛、东至菲律宾群岛以及中国大陆的西藏、四川、云南、贵州、广西、福建、广东、海南等地，主要栖息于大森林或平原较稀疏的林木间以及在树上活动和栖息。该物种的模式产地在爪哇。

## 亚种
- 乌鹃华南亚种（学名：Surniculus lugubris dicruroides）。分布于从中国分布区向南至印度半岛、东至中南半岛、印度尼西亚以及中国大陆的西藏、四川、云南、贵州、广西、福建、广东、海南等地。该物种的模式产地在尼泊尔。[3]